# 尼克·弗兰斯曼
尼克·弗兰斯曼（荷蘭語：Nick Fransman，1992年2月28日—），荷蘭男子羽毛球運動員。

## 簡歷
2015年4月，尼克·弗兰斯曼出戰克羅地亞國際賽，贏得男子單打比賽亞軍。
2017年8月，弗兰斯曼參加蘇格蘭格拉斯哥舉行的世界羽毛球錦標賽，出戰男子單打項目，首圈就以1比2（22-20、12-21、6-21）不敵11號種子、泰國的达农沙·森颂汶素出局。

## 主要比賽成績
只列出曾進入準決賽的國際賽事成績：
| 年份   | 賽事                       | 公開賽級別 | 項目     | 成績   |
| ------ | -------------------------- | ---------- | -------- | ------ |
| 2009年 | 歐洲青年羽毛球錦標賽       | 其他       | 混合團體 | 亞軍   |
| 2013年 | 土耳其羽毛球國際賽         | 國際系列賽 | 男子單打 | 準決賽 |
| 2014年 | 挪威羽毛球國際賽           | 國際系列賽 | 男子單打 | 準決賽 |
| 2014年 | 土耳其羽毛球國際賽         | 國際系列賽 | 男子單打 | 亞軍   |
| 2015年 | 克羅地亞羽毛球國際賽       | 國際系列賽 | 男子單打 | 亞軍   |
| 2016年 | 荷蘭羽毛球國際賽           | 國際系列賽 | 男子單打 | 準決賽 |
| 2017年 | 奧地利羽毛球公開賽         | 國際挑戰賽 | 男子單打 | 準決賽 |
| 2019年 | 歐洲羽毛球混合團體錦標賽   | 其他       | 混合團體 | 季軍   |
| 2020年 | 歐洲羽毛球男女子團體錦標賽 | 其他       | 男子團體 | 亞軍   |

| 2007-2017年 | 首要超級賽 | 超級賽 | 黃金大獎賽 | 大獎賽 | 國際挑戰賽 | 國際系列賽 | 未來系列賽 | 其他 |

| 2018-2026年 | 總決賽 | 超級1000賽 | 超級750賽 | 超級500賽 | 超級300賽 | 超級100賽 | 國際挑戰賽 | 國際系列賽 | 未來系列賽 | 其他 |

### 奧運會和世錦賽參賽紀錄
|          | 2017 |
| -------- | ---- |
| 男子單打 | 64強 |

## 外部連結
- 尼克·弗兰斯曼的Facebook專頁